# Élections sénatoriales de 1946 dans le Finistère
Les élections sénatoriales dans le Finistère ont lieu le dimanche 24 novembre 1946. Elles ont pour but d'élire les conseillers de la République, représentant le département au Sénat pour un mandat de neuf années.

## Contexte départemental
Lors des élections sénatoriales du 23 octobre 1938 dans le Finistère, cinq sénateurs ont été élus selon un mode de scrutin majoritaire :
Jacques Quéinnec, Olivier Le Jeune, François Halna du Fretay, Ferdinand Lancien et Victor Le Gorgeu

## Sénateurs sortants
| Sénateur | Sénateur                 | Parti   | Fonctions lors de l'élection en 1938                       |
| -------- | ------------------------ | ------- | ---------------------------------------------------------- |
|          | Jacques Quéinnec         | URD     | Sortant, ancien député, conseiller général de Pont-l'Abbé. |
|          | Olivier Le Jeune         | URD     | Maire de Morlaix.                                          |
|          | Victor Le Gorgeu         | Rad.ind | Sortant, maire et conseiller général de Brest.             |
|          | François Halna du Fretay | URD     | Conseiller général de Douarnenez, maire de Ploaré          |
|          | Ferdinand Lancien        | Rép.soc | Sortant, président du Conseil Général, maire de Carhaix.   |

Jacques Quéinnec, Olivier Le Jeune, François Halna du Fretay et Ferdinand Lancien ont voté les pleins pouvoirs à Pétain.
Victor Le Gorgeu lui vote contre et s'engage dans la Résistance. Il est Commissaire de la République à Rennes de 1944 à 1946.

## Élections des délégués
Les délégués sont élus le 24 novembre 1946 au suffrage universel. Ils sont élus au niveau cantonal à raison d'un délégué pour 300 électeurs. Le scrutin est proportionnel, à la méthode de la plus forte moyenne.
| Parti politique | Parti politique       | Parti politique | Premier tour | Premier tour | Premier tour |  |
| Parti politique | Parti politique       | Parti politique | Voix         | %            | Élus         |  |
| --------------- | --------------------- | --------------- | ------------ | ------------ | ------------ |  |
|                 | Liste                 | MRP             | 174 973      | 51,55        | 793          |  |
|                 | Liste                 | PCF             | 95 279       | 28,07        | 460          |  |
|                 | Liste                 | SFIO            | 42 326       | 12,47        | 200          |  |
|                 | Liste commune         | SFIO-Rad        | 15 705       | 4,63         | 71           |  |
|                 | Liste commune         | MRP-PRL         | 13 112       | 3,86         | 64           |  |
|                 | Association de maires | Mod             | 5 004        | 1,47         | 28           |  |
|                 | Liste                 | RGR             | 4 071        | 1,20         | 17           |  |
|                 | Liste commune         | PCF-SFIO        | 2 096        | 0,62         | 9            |  |
|                 |                       |                 |              |              |              |  |
| Inscrits        | Inscrits              | Inscrits        | 479 759      |              | 1642         |  |
| Abstentions     | Abstentions           | Abstentions     | 137 849      | 31,31        |              |  |
| Votants         | Votants               | Votants         | 341 910      | 68,69        |              |  |
| Blancs et nuls  | Blancs et nuls        | Blancs et nuls  | 2457         | 0,72         |              |  |
| Exprimés        | Exprimés              | Exprimés        | 339 453      | 99,28        |              |  |

## Listes
Pouvait voter les délégués élus le 24 novembre, ainsi que les députés et les conseillers généraux.
Il y avait quatre listes de constituées pour ces élections : 
| N° | Candidats | Candidats       | Parti | Principales fonctions                                                        |
| -- | --------- | --------------- | ----- | ---------------------------------------------------------------------------- |
| 01 |           | Antoine Vourc'h | MRP   | Ancien député, conseiller général de Châteaulin.                             |
| 02 |           | Yves Jaouen     | MRP   | Président du Conseil général, conseiller général de Brest-2, maire de Brest. |

| N° | Candidats | Candidats      | Parti | Principales fonctions          |
| -- | --------- | -------------- | ----- | ------------------------------ |
| 01 |           | Albert Jaouen  | PCF   | Conseiller municipal de Brest. |
| 02 |           | Marc Scouarnec | PCF   | Maire du Guilvinec             |

| N° | Candidats | Candidats          | Parti | Principales fonctions                                  |
| -- | --------- | ------------------ | ----- | ------------------------------------------------------ |
| 01 |           | Hippolyte Masson   | SFIO  | Ancien député, ancien maire de Brest, maire de Morlaix |
| 02 |           | Jean-Louis Rolland | SFIO  | Maire et conseiller général de Landerneau.             |

| N° | Candidats | Candidats          | Parti   | Principales fonctions                                                                                |
| -- | --------- | ------------------ | ------- | --- |
| 01 |           | Victor Le Gorgeu * | Rad-soc | Commissaire de la République à Rennes, ancien ministre, ancien conseiller général et maire de Brest. |
| 02 |           | Albert Le Bail     | Rad-soc | Conseiller général de Plogastel-Saint-Germain, maire de Plozévet.                                    |

## Résultats
| Candidat et parti politique | Candidat et parti politique | Candidat et parti politique | Premier tour | Premier tour | Premier tour |  |
| Candidat et parti politique | Candidat et parti politique | Candidat et parti politique | Voix         | %            | Élus         |  |
| --------------------------- | --------------------------- | --------------------------- | ------------ | ------------ | ------------ |  |
|                             | Antoine Vourc'h             | MRP                         | 898          | 53,11        | 1            |  |
|                             | Albert Jaouen               | PCF                         | 477          | 28,21        | 1            |  |
|                             | Hippolyte Masson            | SFIO                        | 270          | 15,97        | 0            |  |
|                             | Victor Le Gorgeu *          | RGR                         | 46           | 2,72         | 0            |  |
|                             |                             |                             |              |              |              |  |
| Inscrits                    | Inscrits                    | Inscrits                    | 1 693        |              | 2            |  |
| Abstentions                 | Abstentions                 | Abstentions                 | 1            | 0,06         |              |  |
| Votants                     | Votants                     | Votants                     | 1 692        | 99,94        |              |  |
| Blancs et nuls              | Blancs et nuls              | Blancs et nuls              | 1            | 0,06         |              |  |
| Exprimés                    | Exprimés                    | Exprimés                    | 1 691        | 99,94        |              |  |

- Yves Jaouen (MRP) est élu au titre de la répartition interdépartementale des 73 conseillers non élus directement.

### Sénateurs élus
| Sénateur | Sénateur        | Parti | Fonctions lors de l'élection en 1946                                             |
| -------- | --------------- | ----- | -------------------------------------------------------------------------------- |
|          | Antoine Vourc'h | MRP   | Ancien député, conseiller général de Châteaulin.                                 |
|          | Yves Jaouen     | MRP   | Président du Conseil Général, conseiller de Brest-2, ancien maire de Saint-Marc. |
|          | Albert Jaouen   | PCF   | Conseiller municipal de Brest.                                                   |